# Glaucopsyche caerulea
Glaucopsyche caerulea är en fjärilsart som beskrevs av Courvoisier 1913. Glaucopsyche caerulea ingår i släktet Glaucopsyche och familjen juvelvingar. Inga underarter finns listade i Catalogue of Life.